# جون شو (لاعب كريكت)
جون شو (بالإنجليزية: John Shaw)‏ (18 أكتوبر 1932 في أستراليا - 5 أغسطس 2018) هو لاعب كريكت أسترالي. لعب مع فريق فكتوريا للكريكت.

## وصلات خارجية
- جون شو على موقع إي آس بي آن كريك إنفو (الإنجليزية)